# Überweisung (Zahlungsverkehr)
Die Überweisung (englisch wire transfer) ist im bargeldlosen Zahlungsverkehr der Zahlungsinstitute ein Zahlungsinstrument, bei dem ein Zahler (Schuldner) sein kontoführendes Kreditinstitut auffordert, Buchgeld zu Lasten seines Girokontos dem Konto des Zahlungsempfängers (Gläubiger) gutzuschreiben.
Die Überweisung ist neben Lastschrift, Scheck, Wechsel (beide letzteren sind inzwischen unbedeutend) und Zahlung durch Kredit-, Debit- oder Chargekarte ein Zahlungsinstrument des bargeldlosen Zahlungsverkehrs. Während bei Scheck, Wechsel und Lastschrift die Aktivität vom Zahlungsempfänger ausgeht (englisch pull), löst bei der Überweisung der Zahler den Zahlungsvorgang aus (englisch push). Der überwiegende Umsatzanteil an allen bargeldlosen Transaktionen entfällt in Deutschland traditionell auf Überweisungen, deren Anteil seit Jahren stabil bei etwa 90 % aller unbaren Zahlungsinstrumente liegt.
Beteiligte an einer Überweisung sind:
- der Zahler „ist eine natürliche oder juristische Person, die Inhaber eines Zahlungskontos ist und die Ausführung eines Zahlungsauftrags von diesem Zahlungskonto gestattet oder, falls kein Zahlungskonto vorhanden ist, eine natürliche oder juristische Person, die den Zahlungsauftrag erteilt“ (§ 1 Abs. 15 ZAG);
- dessen kontoführendes Zahlungsinstitut („ist ein Zahlungsdienstleister, der für einen Zahler ein Zahlungskonto bereitstellt und führt“, § 1 Abs. 18 ZAG);
- das kontoführende Zahlungsinstitut des Zahlungsempfängers;
- der Zahlungsempfänger (Gläubiger), eine natürliche oder juristische Person, die den Geldbetrag, der Gegenstand eines Zahlungsvorgangs ist, als Empfänger erhalten soll (§ 1 Abs. 16 ZAG);
- die nationale Zentralbank (z. B. Bundesbank, OeNB, BNS) bei Überweisungen zwischen unterschiedlichen Instituten, die nicht demselben Gironetz angehören;
- die Europäische Zentralbank bei innereuropäischen Überweisungen.

Damit gibt es bei einer Überweisung mindestens drei Beteiligte, wenn die Bankverbindung des Zahlungsempfängers mit der des Zahlers übereinstimmt; ansonsten sind es vier Beteiligte. 

## Geschichte
Die Ursprünge des heutigen Giroverkehrs lassen sich auf die altbabylonische Zeit zurückführen. Zu Zeiten der Ptolemäer (3. bis 1. Jahrhundert vor Christus) gab es in Ägypten einen Vorläufer des Giroverkehrs auf der Grundlage von Getreide als Guthaben. Wer in staatlichen Kornspeichern lagerte, unterhielt bei der Verwaltung ein Konto, wobei die in Korn zu entrichtenden Steuern vom Konto abgeschrieben wurden. Nach den Perserkriegen (490 bis 449 v. Chr.) waren es vor allem die Trapeziten in Griechenland (heute noch griechisch τραπεζα trapeza, deutsch ‚Bank‘), die von Privatpersonen Depositen entgegennahmen und Aufträge zur Zahlungsleistung ausführten. Das römische Pendant waren die Argentarii, die Zahlungen durch Umschreibung in ihren Geschäftsbüchern vermittelten. Die römischen Ausdrücke rescribere oder remittere erhielten die Bedeutung von ‚bezahlen‘.
Im China der Tang-Dynastie (618 bis 907 nach Christus) entstand für Steuerzahler oder bei Geschäftsbeziehungen ein als „fei qian“ bezeichnetes regionales Zahlungssystem.
Seit dem 8. Jahrhundert hat im Islam die Hawala eine immer weitreichendere Bedeutung im Wirtschaftsleben eingenommen. Sie geht zurück auf Abū Hanīfa (699–767), der islamische Rechtsnormen sammelte und verallgemeinerte. Die wesentlichen Beiträge stammen von Mālik ibn Anas (712–795), dem Begründer der Rechtslehre Madhhab. Die Hawala wurde 1327 vom islamischen Rechtsgelehrten (arabisch faqīh) Abu Bakr ibn Mas ́du Al-Kāsānī als Rechtsinstitut der Sharia erwähnt. Sie entwickelte sich rund um das Ferghanatal und breitete sich schnell aus in Gebiete, wo Koran und Sharia galten. Im mittelalterlichen Islam tauchte im Zusammenhang mit der Hawala oft die notarielle Beurkundung (arabisch sakk) und der Wechsel in Form des Akkreditivs (arabisch suftajah) auf. Diese Kombination galt als Geldsurrogat für die Barzahlung.
Die erste christliche Bank mit organisiertem Giroverkehr war der Genueser Banco di San Giorgio, der Ende 1407 gegründet wurde. Es folgten der Banco di Rialto (1587) und der Banco Giro (1619), der erstmals das Wort giro (italienisch giro ‚Kreis‘, ‚Kreislauf‘) in ihrem Namen trug und Kommunalkredite an die Stadt Venedig vergab. 
Die den Handelsverkehr störende Münzverschlechterung führte zur Einführung des Buchgeldes auch in Deutschland. Die 1619 gegründete Hamburger Bank war die erste mit ausschließlichem Zweck des Giroverkehrs auf Grundlage der exklusiv bei ihr geltenden Währung „Mark Banco“. Sie wurde 1876 von der Reichsbank übernommen und fungierte seitdem als Reichsbank-Hauptstelle. Das Reichsbankgesetz vom 14. März 1875 stellte in § 13 fest, dass die Reichsbank befugt war, „Gelder im Depositen- und im Giroverkehr anzunehmen“. Sie ersetzte im Wege des Giroverkehrs Bargeldzahlungen durch Buchgeldübertragungen. Sie gab dem Giroverkehr eine zentralisierte Struktur, indem sie 1883 lokale Abrechnungsstellen schuf, wo die Banken ihre gegenseitigen Forderungen verrechneten. Ihre „Girozahlung“ bestand in der „Ab- und Zuschreibung von Depositen in den Bankbüchern“.
Die deutsche Wirtschaftskrise des Jahres 1907 gab einen weiteren Anstoß zur Einführung des bargeldlosen Zahlungsverkehrs, um die Geldversorgung der Wirtschaft unabhängiger vom Bargeld zu gestalten. Seit 1910 stieg die Bedeutung der Zahlungsverkehrsfunktion für Landesbanken oder Girozentralen, da sie zur zentralen Verrechnungsstelle bei der Beschleunigung des bargeldlosen Zahlungsverkehrs wurden. Seit November 2017 gibt es die Möglichkeit, in Echtzeit zu überweisen. Die EU-Mitgliedstaaten machten hiervon jedoch zögerlich Gebrauch, die deutschen Sparkassen begannen hiermit im Juli 2018.

## Arten
Unterschieden werden folgende Überweisungen:
- Im Hinblick auf Belege:
  - beleggebundene (bargeldloser Zahlungsverkehr: Überweisungsträger; halbbare Zahlung: Zahlschein) und
  - beleglose Überweisung (beim Online Banking);
- hinsichtlich der Anzahl der Zahlungsvorgänge:
  - die Einzelüberweisung ist ein einziger Zahlungsvorgang,
  - der Dauerauftrag löst regelmäßig sich wiederholende, absolut identische Überweisungen zu festgelegten Zeitpunkten aus;
- nach der Überweisungsdauer gibt es: 
  - Normalüberweisung (Standardüberweisung),
  - Echtzeitüberweisung und Eilüberweisung (Schnell- oder Blitzüberweisung). Echtzeit- und Eilüberweisung unterscheiden sich praktisch nicht, denn sie werden innerhalb von Sekunden durch Echtzeitsysteme dem Empfänger gutgeschrieben.
- Nach der Frage der Grenzüberschreitung:
  - Inlandsüberweisung: Zahlungspflichtiger und Zahlungsempfänger haben ihren Rechtssitz in einem einzigen Staat,
  - Auslandsüberweisung: Zahlungspflichtiger und Zahlungsempfänger haben ihren Rechtssitz in verschiedenen Staaten. Als solche galt die bis 2011 durchgeführte EU-Überweisung.
- Im Hinblick auf den Überweisungstermin:
  - : Eine Terminüberweisung wird nicht am Tag des Überweisungsauftrags, sondern zu einem späteren, vom Zahler festgelegten Termin ausgeführt.

Standardüberweisungen müssen gemäß § 675s Abs. 1 BGB spätestens am Ende des auf den Zugangszeitpunkt des Zahlungsauftrags folgenden Geschäftstag beim Zahlungsdienstleister des Zahlungsempfängers eingehen. Bei beleggebundenen Überweisungen verlängert sich die Dauer um einen Geschäftstag. Auslandsüberweisungen müssen nach § 675s Abs. 1 BGB in maximal vier Geschäftstagen beim Zahlungsempfänger gutgeschrieben werden.

## Rechtsfragen
Eine Legaldefinition findet sich in § 1 Abs. 22 ZAG, wonach die Überweisung „ein auf Veranlassung des Zahlers ausgelöster Zahlungsvorgang zur Erteilung einer Gutschrift auf dem Zahlungskonto des Zahlungsempfängers zu Lasten des Zahlungskontos des Zahlers in Ausführung eines oder mehrerer Zahlungsvorgänge durch den Zahlungsdienstleister [ist], der das Zahlungskonto des Zahlers führt.“ 
Überweisungen werden im Rahmen eines Geschäftsbesorgungsvertrags, der Zahlungsdienste zum Inhalt hat, ausgeführt (§ 675c BGB). Das beauftragte Kreditinstitut soll den Überweisungsauftrag so ausführen, wie es der Auftraggeber bestimmt. Der Überweisungsauftrag ist kein Auftrag im Rechtssinne, sondern ein Überweisungsvertrag. Das Angebot zum Abschluss eines Überweisungsvertrags geht vom Auftraggeber aus und kann schriftlich oder elektronisch abgegeben werden. Die Angebotsannahme liegt in der Bearbeitung des Überweisungsauftrages durch das Institut oder in dessen Schweigen nach § 362 Abs. 1 HGB. Überträgt das auftragnehmende Institut mit Erlaubnis des Auftraggebers (durch AGB) – bei der Nutzung institutsübergreifender Gironetze – die weitere Ausführung auf andere Banken, so muss es nach § 664 Abs. 1 Satz 2 BGB nur für die falsche Auswahl und Anleitung einstehen. Weicht das beauftragte Institut hingegen unbefugt von einer Weisung des Auftraggebers ab, verletzt es den Geschäftsbesorgungsvertrag und ist nach § 280 Abs. 1 Satz BGB zum Schadensersatz verpflichtet.
Die Gutschrift führt, wenn zwischen Zahlungspflichtigem und Zahlungsempfänger ein Schuldverhältnis zugrunde liegt, zur Erfüllung „an Erfüllungs Statt“.
Durch einen Einzelzahlungsvertrag wird der Zahlungsdienstleister verpflichtet, für die Person, die einen Zahlungsdienst als Zahler, Zahlungsempfänger oder in beiden Eigenschaften in Anspruch nimmt (Zahlungsdienstnutzer), einen Zahlungsvorgang auszuführen (§ 675f BGB). Die Überweisung ist ein Zahlungsvorgang, denn sie ist eine Übermittlung eines Geldbetrags, unabhängig von der zugrunde liegenden Rechtsbeziehung zwischen Zahler und Zahlungsempfänger (§ 675 f. Abs. 4 BGB).
Diese Rechtsbeziehung zwischen Zahler und Zahlungsempfänger wird als Valutaverhältnis bezeichnet. Der Verbindlichkeit des Zahlers steht eine korrespondierende Forderung des Zahlungsempfängers gegenüber. Dieses komplementäre Deckungsverhältnis ist bei der Überweisung die conditio sine qua non, ohne die es den Zahlungsvorgang nicht geben würde. Das Deckungsverhältnis besteht aus der Rechtsbeziehung zwischen Zahler und seiner kontoführenden Bank durch den Girovertrag. Sein Pendant ist das Inkassoverhältnis zwischen der Bankverbindung des Zahlungsempfängers und dem Zahlungsempfänger, dem ebenfalls ein Girovertrag zugrunde liegt.
Materielle Rechtsgrundlage der Überweisung ist europaweit die seit Oktober 2009 geltende Zahlungsdiensterichtlinie. Danach wird eine Überweisung wirksam, wenn sie der kontoführenden Bank des Auftraggebers zugeht (§ 675n Abs. 1 Satz 1 BGB). Ein Überweisungsauftrag kann von der kontoführenden Bank des Auftraggebers etwa wegen mangelnder Kontodeckung abgelehnt werden (§ 675o Abs. 1 Satz 1 BGB). Verweigert die Bank die Ausführung von Überweisungen, weil das Kundenkonto nicht gedeckt ist, darf sie nach § 675o Abs. 1 Satz 4 BGB eine Gebühr berechnen. Der Rückruf/Widerruf einer Überweisung durch den Auftraggeber ist bis auf extreme Ausnahmefälle nicht mehr möglich (§ 675p Abs. 1 BGB). Dabei werden – innerhalb einer Rückruffrist von 10 TARGET-Tagen nach Ausführung – nur drei Rückrufgründe akzeptiert, nämlich Doppelausführung, fehlerhafte Überweisung infolge technischer Probleme und durch Betrug entstandene Überweisungen. Es bleibt der Empfängerbank überlassen, ob sie den Überweisungsbetrag zurücküberweist. Ein sonstiger Widerruf der Überweisung ist praktisch fast unmöglich, weil bei Inlandsüberweisungen der Überweisungsbetrag dem Empfängerkonto noch nicht gutgeschrieben sein darf und die sehr kurze Ausführungsfrist von lediglich 1 Tag entgegensteht. Nach herrschender Meinung ist ein Widerruf nur solange möglich, bis die Gutschrift auf dem Konto der Bank des Empfängers erfolgt ist, also diese Bank Deckung erlangt hat. Bei der Hausüberweisung (Auftraggeber und Empfänger haben Konten bei derselben Bank) ist deshalb ein Widerruf nur bis zur Kontobelastung des Auftraggebers möglich. Eine fehlerhafte Überweisung kann durch Nachforschungsauftrag nachvollzogen werden; er kann bei der kontoführenden Bank des Auftraggebers angefordert werden. Gemäß § 675z BGB darf die Bank – außer für den Fall von Vorsatz oder grober Fahrlässigkeit, Zinsschaden und Gefahren, die sie besonders übernommen hat – die Haftung in ihren AGB auf 12.500 Euro begrenzen.
In der Praxis erklären einige Institute jede eingegangene SEPA-Überweisung als widerruflich. Die Literatur nennt Vorfälle, in denen eine laxe Handhabung von sogenannten „SEPA SCT Recall“-Anfragen es ermöglichte, betrügerisch Überweisungen zurückzurufen, nachdem die Zahler bezahlte Waren oder Dienstleistungen erhalten haben.
Formelle Vorschriften sind die „Sonderbedingungen für den Überweisungsverkehr“, die jedes Kreditinstitut als Teil der AGB bei Überweisungen der Kunden zugrunde legt.

### Ausführungsfristen
Es gibt für Überweisungen maximale gesetzliche Ausführungsfristen. Ausführungsfrist ist der Zeitraum zwischen dem Eingangstag eines Zahlungsauftrages bei der Bank des Auftraggebers und dem Tag der endgültigen Gutschrift auf dem Bankkonto des Zahlungsempfängers. Es gelten seit 1. Januar 2012 die folgenden Fristen (§ 675s):
- 10 Sekunden bei Echtzeitüberweisung (eingeführt November 2017). Bereits lange zuvor und heute noch parallel dazu bieten Institute unter Bezeichnungen wie „Eilüberweisung“, „Blitzüberweisung“ oder „Schnellüberweisung“ eine Wertstellung am selben Tage an – meist gegen hohe Gebühren (10 bis 50 Euro pro Überweisung).
- 1 Geschäftstag für Standard-Überweisungen in Euro innerhalb des EWR,
- 2 Geschäftstage für Überweisungen, die mittels eines Überweisungsvordrucks aus Papier in Auftrag gegeben werden,
- 4 Geschäftstage für Überweisungen innerhalb des EWR, die nicht in Euro erfolgen,
- keine Fristen bei Überweisungen „in der Fremdwährung eines Staates außerhalb des EWR oder […], bei denen der Zahlungsdienstleister des Zahlers oder des Zahlungsempfängers außerhalb des EWR belegen ist“ (§ 675e Abs. 2 BGB).

Von den vorstehend genannten Fristen darf grundsätzlich nicht zum Nachteil des Kunden abgewichen werden (§ 675e Abs. 1 BGB).

### Fristberechnung
Für die Fristberechnung sind die so genannten Geschäftstage maßgeblich. Dies sind die Tage, an denen alle an der Ausführung der Überweisung beteiligten Kreditinstitute den hierfür notwendigen Geschäftsbetrieb unterhalten (§ 675n BGB). Samstage, Sonn- und Feiertage sowie Tage, an denen Banken ihre Schalter nicht öffnen (Bankfeiertage), sind keine Geschäftstage. Für Überweisungen beginnt daher die Ausführungsfrist erst bei Zugang der Überweisung an einem (Bank-)Geschäftstag. Nach § 675n BGB können nahe am Ende eines Geschäftstags (beispielsweise nach Schalterschließung) erteilte Aufträge erst als am nächsten Geschäftstag zugegangen gelten. Dies hat zur Folge, dass sich die Höchstgrenze für die Überweisungsdauer entsprechend verlängert.

### Wertstellungspraxis
Hinsichtlich der Wertstellungspraxis gilt § 675t BGB, wonach bei Überweisungen die Zahlungseingänge unverzüglich nach Eingang zu buchen sind und die Wertstellung taggleich mit dem Zahlungseingang erfolgen muss. Es kann davon ausgegangen werden, dass die Buchung einer Gutschrift am auf den Eingang folgenden Geschäftstag weiterhin zulässig ist. Der Gesetzestext greift dabei die Rechtsprechung des Bundesgerichtshofs zur Wertstellung bei eingehenden Überweisungen auf. Der BGH hatte klargestellt, dass die Gutschrift, auch wenn sie nachträglich erfolgt, so vorzunehmen ist, dass die Wertstellung des eingegangenen Betrages auf dem Konto des Kunden mit dem Datum des Tages erfolgt, an dem der Betrag dem Kreditinstitut zur Verfügung gestellt worden ist. Lediglich mit Unternehmen kann das begünstigte Kreditinstitut eine abweichende Wertstellungsvereinbarung für Bareinzahlungen treffen, da sich die gesetzliche Regelung auf Verbraucher bezieht.

### Fristwahrung
Die Überweisung ist eine Zahlung durch Buchgeld, das kein gesetzliches Zahlungsmittel darstellt und daher keinen Annahmezwang beim Gläubiger auslöst. Dabei ist zu berücksichtigen, dass die Empfängerbank nicht „Dritter“ im Sinne des § 362 Abs. 2 BGB ist, sondern lediglich als Zahlstelle des Zahlungsempfängers fungiert. Das erforderliche Einverständnis des Zahlungsempfängers zu einer Überweisung kann stillschweigend in der Bekanntgabe seines Girokontos auf Geschäftsbriefen oder Rechnungen gesehen werden. Bei einer Banküberweisung wird der zur Erfüllung erforderliche Leistungserfolg mangels anderer Vereinbarung nur dann erzielt, wenn der Gläubiger den geschuldeten Geldbetrag endgültig zur freien Verfügung erhält. Das ist der Fall, wenn der überwiesene Betrag dem Gläubigerkonto gutgeschrieben wird und der Gläubiger alleinige Verfügungsbefugnis über das Konto besitzt (also Einzelkonto oder „Oder-Konto“ beim Gemeinschaftskonto). Diese Rechtsprechungspraxis hat der Europäische Gerichtshof bestätigt. Auch er war der Auffassung, dass eine Zahlung mittels Überweisung nur dann rechtzeitig erfolgt, wenn der Überweisungsbetrag innerhalb der mit dem Schuldner vereinbarten Zahlungsfrist bei der Empfängerbank eingegangen ist. Das gilt auch bei Zahlungen an eine Behörde, bei der ein Betrag erst dann als bezahlt angesehen wird, wenn er auf dem Konto der Behörde gutgeschrieben wurde.

### EU-Preisverordnung/EU-Standardüberweisung
Die Europäische Gemeinschaft hat in der Verordnung 2560/2001 vom Dezember 2001 („EU-Preisverordnung“), die 2003 in Kraft trat, geregelt, dass für grenzüberschreitende Überweisungen zwischen den Mitgliedsstaaten der EU die gleichen Bankgebühren gelten müssen wie für Überweisungen innerhalb des Landes, in dem die Überweisung beauftragt wird. Diese Regelung gilt für Zahlungen, die auf Euro lauten, einen Betrag von 50.000 Euro nicht überschreiten und bei denen die Internationale Bankkontonummer (IBAN) und der SWIFT-BIC angegeben sind. Im Jahr 2005 sind auch die EWR-Staaten (Norwegen, Island, Liechtenstein) der EU-Preisverordnung beigetreten, so dass Überweisungen, welche die Bedingungen der Verordnung erfüllen, ebenfalls wie EU-Standardüberweisungen bepreist werden.
Auslandsüberweisungen über 12.500 Euro müssen weiterhin der Deutschen Bundesbank gemäß § 67 AWV zur Außenwirtschaftsstatistik gemeldet werden. Hierfür wurde eine telefonische Hotline eingerichtet.

### Sicherheitsaspekte
Eine Überweisung kann Sicherheitslücken aufweisen, z. B. hinsichtlich nicht hinreichender Authentizitätsprüfung – vor allem im beleghaften Zahlungsverkehr (vgl. Überweisungsbetrug). Im nicht-beleghaften Zahlungsverkehr stellt insbesondere Phishing ein Sicherheitsrisiko dar.

## Ablauf
Überweisungen wurden erstmals ab Januar 2008 und nach Übergangsfristen ausschließlich (für Unternehmen: August 2014, für Verbraucher: Februar 2016) durch das europaweit bestehende bargeldlose SEPA-Verfahren abgewickelt. Mit der SEPA-Überweisung können Inlands-, und Auslandsüberweisungen in Euro vorgenommen werden. Auf der SEPA-Überweisung sind vom Auftraggeber folgende Daten auszufüllen:
- Name des Empfängers (beliebig, wird nicht geprüft, außer bei Sonderverfahren wie SurePay),
- IBAN des Empfängers,
- Betrag in Euro und Cent,
- Verwendungszweck,
- Absender bzw. Kontoinhaber (z. B. vollständiger Name, Firma, Ort),
- IBAN des Absenders bzw. Kontoinhabers.

Der Überweisungsauftrag wird vom Auftraggeber unterschrieben oder digital autorisiert und der kontoführenden Bank eingereicht. Der Auftrag kann beleglos (Online Banking, Telefonbanking oder Überweisungsterminal) oder beleggebunden (formlos oder mittels Vordruck) erfolgen. Die kontoführende Bank prüft die Angaben und leitet den Überweisungsauftrag mittels Datenträgeraustauschverfahren an eine zentrale Verrechnungsstelle zum Clearing an den SEPA-Clearer des EMZ weiter bzw. führt ihn bankintern aus.
Welche Verrechnungsstelle eingeschaltet wird, hängt von dem kontoführenden Institut des Zahlungsempfängers ab. Eine Verrechnungsstelle ist ausnahmsweise nicht erforderlich, wenn Auftraggeber und Zahlungsempfänger der Überweisung beim selben Institut ihre Konten führen (Hausüberweisung, auch Hausübertrag). Unterhält der Zahlungsempfänger ein Konto bei einem Institut, das demselben Gironetz wie das kontoführende Institut des Auftraggebers angehört, so wird etwa im Sparkassenwesen die Girozentrale eingeschaltet. Alle übrigen institutsübergreifenden oder nicht in einem Gironetz unterzubringenden Überweisungen werden von der Deutschen Bundesbank im Rahmen des Settlements ausgeglichen.

## Gironetze in Deutschland
Es gibt vier  Gironetze:
| Betreiber                                        | Mitglieder                                  | Zweck                                                                                      |
| ------------------------------------------------ | ------------------------------------------- | ------------------------------------------------------------------------------------------ |
| Deutsche Bundesbank                              | Landeszentralbanken, Geschäftsbanken        | Verrechnungsverkehr, Fernüberweisungen der Geschäftsbanken                                 |
| Postbank                                         | Postgiroämter                               | Zahlungsverkehr der Deutsche Post AG                                                       |
| Deutscher Sparkassen- und Giroverband            | Sparkassen, Bausparkassen und Girozentralen | Zahlungsverkehr der Sparkassen, über Girozentralen abgewickelt                             |
| Deutscher Genossenschafts- und Raiffeisenverband | Kreditgenossenschaften und Volksbanken      | Zahlungsverkehr der Raiffeisenbanken und Volksbanken, heute zentralisiert über die DZ Bank |
| Filialbanken                                     | Deutsche Bank und Commerzbank               | Zahlungsverkehr der Filialen dieser Großbanken                                             |

Die Gironetze der Sparkassen und der Genossenschaftsbanken unterscheiden sich von den anderen Zahlungsverkehrsnetzen vor allem dadurch, dass sich in ihnen rechtlich selbständige Kreditinstitute zur gemeinsamen Abwicklung des Zahlungsverkehrs zusammengeschlossen haben.

## Remittances
Der Anglizismus Remittances (deutsch „Überweisungen“) betrifft Geldüberweisungen oder schenkungsweiser Güterversand von Nichtdeutschen in das Ausland, um dort Familienangehörige oder sonstige Zahlungsempfänger zu unterstützen. Der Bundesbank zufolge wurden im Jahre 2023 für diesen Zweck 6,8 Milliarden Euro ins Ausland überwiesen. Jedoch werden hierbei nicht alle Zahlungen statistisch erfasst, denn viele unterschreiten die Meldegrenze von 12.500 Euro pro Zahlung (§ 67 Abs. 2 AWV; Smurfing möglich) oder werden über illegale Hawala-Systeme (Schattenwirtschaft) abgewickelt. Die Meldegrenze von 12.500 Euro ist der Hauptgrund, warum der IWF diese Remittances auf 22 Mrd. US-Dollar schätzt.
Remittances werden in der Übertragungsbilanz erfasst. Steht dieser kein gleichhoher Betrag von Zahlungen Deutscher aus dem Ausland gegenüber, entsteht ein negativer Saldo. Dieser wirkt wie ein Import, der die Zahlungsbilanzüberschüsse verringert oder Zahlungsbilanzdefizite erhöht.

## Statistik
Die einzelnen Zahlungsinstrumente verteilten sich wie folgt:
| Zahlungsinstrument          | Zahlungsvolumen 2017 in Mio. Euro | Zahlungsvolumen 2021 in Mio. Euro | Anteil 2017 in % | Anteil 2021 in % |
| --------------------------- | --------------------------------- | --------------------------------- | ---------------- | ---------------- |
| Überweisungen               | 51 289 483                        | 61 556 034                        | 93,3             | 93,0             |
| Lastschriften               | 3 308 886                         | 3 434 546                         | 6,0              | 6,2              |
| Schecks                     | 109.133                           | 38.650                            | 0,2              | 0,1              |
| Debitkarten/Electronic Cash | 182.451                           | 288.560                           | 0,3              | 0,5              |
| Kreditkarten                | 97.693                            | 104.723                           | 0,2              | 0,2              |
| E-Geld                      | 795                               | 1.026                             | 0,0              | 0,0              |
| Gesamt                      | 54.988.441                        | 65 8423 539                       | 100,0            | 100,0            |

In Deutschland dominieren Überweisungen den bargeldlosen Zahlungsverkehr, Schecks sind unbedeutend, Wechsel werden statistisch nicht mehr erfasst.

## International
SEPA-Teilnehmerländer sind alle 27 Mitglieder der Europäischen Union (inklusive der französischen Übersee-Départements Guadeloupe, Französisch-Guayana, Martinique, Réunion, Mayotte (seit dem 31. März 2011) und Saint-Pierre und Miquelon, der zu Spanien gehörenden Kanarischen Inseln, der Exklaven Ceuta und Melilla sowie der portugiesischen Inseln Azoren und Madeira). Ferner gehören dem SEPA die Schweiz, Monaco und San Marino an, sowie die drei übrigen Länder des Europäischen Wirtschaftsraums, Island, Liechtenstein und Norwegen. Für die Nicht-EWR-Mitglieder Schweiz, Monaco und San Marino gilt allerdings die Sondersituation, dass sie zwar an die SEPA-Regelwerke, aber nicht an die EU-Verordnungen und EU-Richtlinien gebunden sind. Für Großbritannien gilt während der Übergangsphase die bisherige Regelung weiterhin.
Nicht zum SEPA gehören die britischen Kanalinseln Jersey und Guernsey, die Isle of Man, die dänischen Färöer-Inseln und Grönland. Teilnehmerländer sind des Weiteren nicht, obwohl sie den Euro als Landeswährung verwenden, Kosovo und Montenegro sowie die Kleinstaaten Andorra, und Vatikanstadt, wohl aber die abhängigen Gebiete Gibraltar und Saint-Pierre und Miquelon.
Außerhalb des SEPA-Raumes bestehen andere Zahlungsgewohnheiten. In den USA werden Zahlungen hauptsächlich über drei Zahlungsinstrumente abgewickelt, nämlich Bargeld, Scheck und Kreditkarte. Der Stück-Anteil von Scheckzahlungen an allen unbaren Transaktionen sank in den USA von 32 % (2006) auf 22,5 % (2009), während der Anteil der Debitkartenzahlungen von 26,3 % (2006) auf 34,8 % (2009) zunahm; der Kreditkartenanteil blieb bei etwa 20 %. Damit hat die Debitkarte im Jahre 2006 den Scheck als das meist genutzte unbare Zahlungsmittel abgelöst. Dabei waren im US-Bankwesen umfangreiche und kostenträchtige Stückzahlen zu bewältigen, denn im Jahre 2006 wurden 30,5 Mrd. Schecks ausgestellt, während es 2009 immerhin noch 24,5 Mrd. Belege waren. Insgesamt machten Kredit- und Debitkartenzahlungen, Automated Clearing House (ACH)-Zahlungen und Electronic Benefit Transfers (EBT) rund zwei Drittel aller unbaren Zahlungen aus. Aus Vereinfachungsgründen dürfen aufgrund des 21st Century Act (oder Check 21 Act) die Banken beim „Check Clearing“ seit Oktober 2004 elektronische Kopien austauschen und nicht erst aufgrund der Originalschecks buchen.

## Wirtschaftliche Aspekte
Bei Überweisungen wird der Zahlungsstrom durch den Zahler ausgelöst (englisch push), so dass das Zahlungsrisiko beim Zahlungsempfänger liegt. Bei Lastschriften (englisch pull; § 675f Abs. 4 Satz 2 BGB) initiiert der Zahlungsempfänger die Zahlung, so dass der Zahler ein Liquiditätsrisiko besitzt.